# 杵狀指
杵狀指（英語：nail clubbing，digital clubbing，clubbing）是手指或脚趾末节呈杵状膨大的畸形現象，甲根部到末端呈弧形隆起，外形像鼓槌；多见于缺氧性慢性肺部疾患、先天性心脏病、某些癌肿患者。當其與關節積液、關節疼痛以及皮膚和骨骼生長異常同時發生時，就稱為肥厚性骨關節病變。
杵狀指與肺癌、肺部感染、間質性肺病、囊腫性纖維化或心血管疾病有關聯。這種現象也可能在家族中遺傳，且會在無其他醫療問題的情況下發生。
醫界對杵狀指的發生率尚不清楚，醫院內科住院患者中約有1%會有這種情況。杵狀指從希波克拉底時代開始就被認為是種疾病的徵兆。

## 原因
杵狀指與下列疾病有關聯
- 呼吸系統疾病：
  - 肺癌[8]
  - 間質性肺病，最常見的是特發性肺纖維化
  - 複雜性結核病
  - 化膿性肺部疾病：肺膿瘍（英语：Lung abscess）、膿胸、支氣管擴張、囊腫性纖維化
  - 胸膜間皮瘤
  - 動靜脈瘻管或是畸形
  - 結節病

- 心血管疾病:
  - 任何具慢性缺氧特徵的疾病
  - 先天性紫紺型心臟缺陷（英语：cyanotic heart disease）（最常見的心臟病病因）
  - 亞急性細菌性心內膜炎
  - 心臟黏液瘤（英语：Cardiac myxoma）（良性腫瘤）
  - 法洛氏四重症

- 消化道與肝膽：
  - 吸收不良
  - 克隆氏症和潰瘍性結腸炎
  - 肝硬化，尤其是原發性膽汁性膽管炎[9]
  - 肝肺症候群（英语：Hepatopulmonary syndrome），肝硬化引發的併發症[10]

- 其他：
  - 瀰漫性毒性甲狀腺腫（自體免疫性甲狀腺亢進症）- 在此情況下，它被稱為甲狀腺軟骨增生症（英语：acropachy）[11]
  - 家族性和遺傳性杵狀指與"假性杵狀指"（非洲裔後代常具有類似杵狀指的現象）
  - 出現情況的手臂上血管異常，例如腋動脈瘤（axillary artery aneurysm，屬單側杵狀指）

杵狀指並非慢性阻塞性肺病 (COPD) 患者所特有。因此對於患有COPD及有明顯杵狀指的患者，仍需檢查是否有支氣管源性癌（或是其他原因）的體徵。杵狀指也有先天性的形式。

### 肥厚性肺骨關節病變

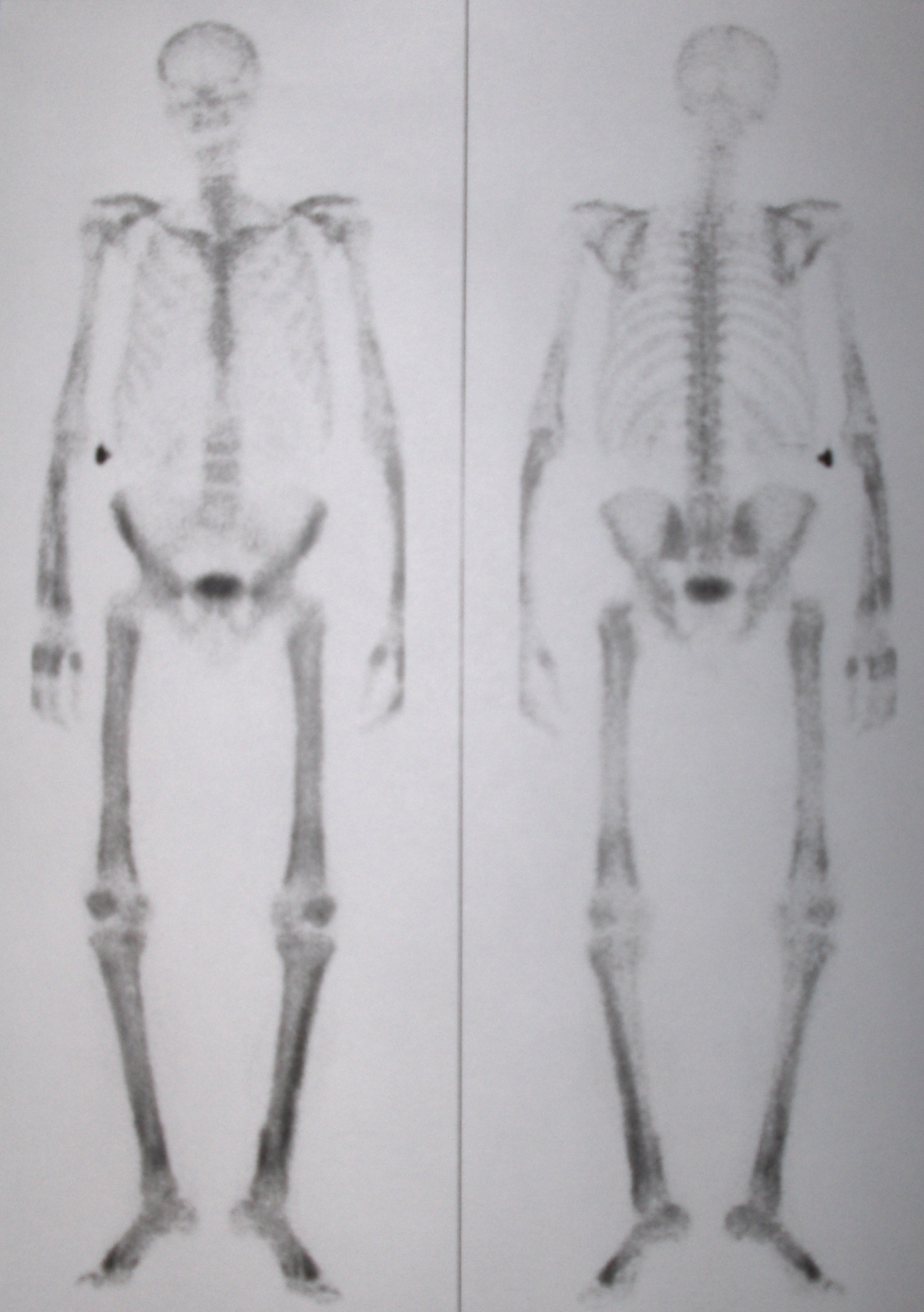
一位罹患肥厚性肺骨關節病變（HPOA）接受骨骼掃描所得的影像。

杵狀指症狀中有種特殊形式 - 肥厚性肺骨關節病變 (HPOA)，在歐洲大陸稱為皮埃爾·瑪麗-班伯格症候群（Pierre Marie-Bamberger syndrome）。是杵狀指和骨膜（骨頭的結締組織）和滑膜（關節的內層）兩者增厚的結果，通常最初會被診斷為關節炎。一些肺癌的患者中會發生肥厚性肺骨關節病變。

### 原發性肥厚性骨關節病變
原發性肥厚性骨關節病變是一種沒有肺部疾病徵象的HPOA。這種形式具有遺傳成分，患者中偶爾會有輕微的心臟異常出現。它也被稱為都蘭-索倫特-戈萊症候群（Touraine–Solente–Golé syndrome）。這種情況與第四條染色體 (4q33-q34) 上編碼15-羥基前列腺素脫氫酶 (HPGD) 的基因突變有關，人體分解前列腺素E2作用因而降低，導致此種物質累積後的結果。

## 發病机制
導致杵狀指偶發性出現的確切原因尚不清楚。關於發生的理論包括：
- 血管舒張（即血管擴張）。[16]
- 從肺部分泌生長因子（例如血小板衍生生長因子[17]和肝細胞生長因子（英语：Hepatocyte growth factor））。
- 其他組織產生過多前列腺素E2。[15]
- 更多的巨核細胞進入體循環。於正常情況下，健康個體骨髓產生的巨核細胞會滯留於肺部毛細血管床中，在進入體循環之前會被分解。研究者認為當發生異常，血液繞過肺部循環直接從右心房流向左心房，或是發生肺部惡性腫瘤（如肺癌）時，巨核細胞可繞過分解作用並進入體循環，然後滯留在四肢（例如手指或腳趾）的毛細血管床內，並釋放血小板衍生生長因子（PDGF）和血管內皮生長因子（VEGF）。 PDGF和VEGF具有的促進生長特性會導致結締組織肥厚和毛細血管通透性。[18]

## 診斷

罹杵狀指患者的指甲，紅線部分指出有問題的指甲，甲床與甲溝連結處的角度小於165度。

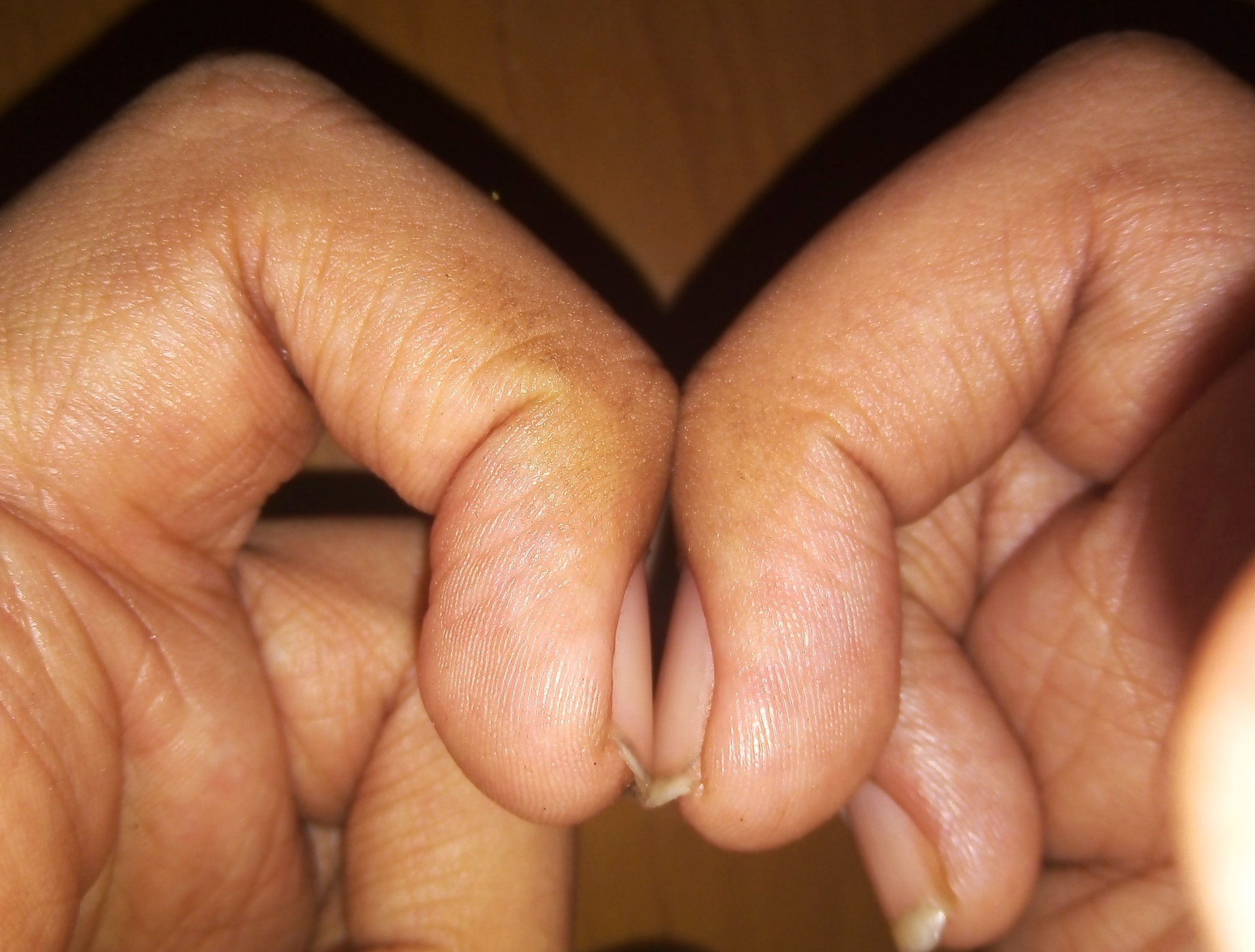
沙姆羅斯窗口測試，如果窗口消失，表示存在杵狀指的問題。

診斷過程中，應先將假性杵狀指情況排除。透過詳細研究就診者的病史（特別注意呼吸系統、心血管和消化道疾病）並進行徹底的理學檢查來識別相關情況，這樣做可揭示潛在診斷的相關特徵。其他如胸部X光與胸部電腦斷層掃描等分析或可揭示其他無症狀的心肺疾病。

### 病症階段
杵狀指有下列五個階段：
- 不明顯杵狀指 - 僅發生甲床彈動（增加彈性）和軟化現象，無明顯變化。
- 輕度杵狀指 - 甲床和甲溝之間呈現不正常的角度（<165°，稱為羅維邦德醫生角度（Lovibond angle）[19]）。沙姆羅斯窗口（Schamroth's window[20]，見下圖）消失。乍看之下杵狀現象並不明顯。
- 中度杵狀指－甲溝的凸度增加。杵狀一目了然。
- 嚴重杵狀指 - 整個手指/腳趾末端部分增厚（類似鼓槌）
- 肥厚性骨關節病變 - 指甲和皮膚有光澤和出現條紋

沙姆羅斯窗口（也稱為Schamroth's sign）測試（最初由有此種病症的南非心臟病學家利奧·沙姆羅斯在自己身上獲得證明）是種流行的杵狀指測試法。當人們將兩隻對應手指的末節趾骨（最靠近指尖的骨頭）直接對立時（將兩手的指甲對指甲，靠在一起），通常會在指床之間出現一個小的菱形"窗口"。如果窗口消失的話，即表示有杵狀指存在。

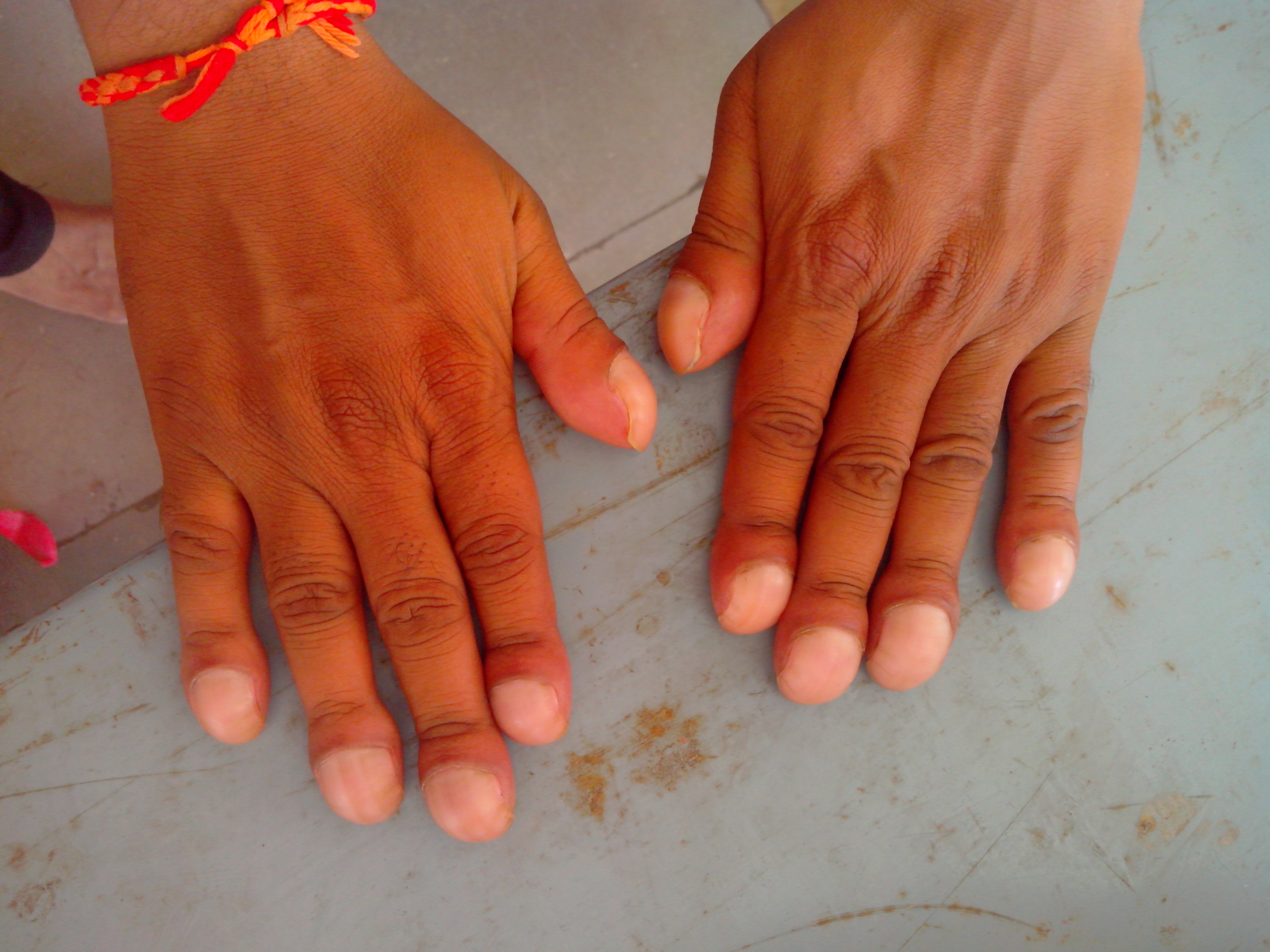
嚴重杵狀指
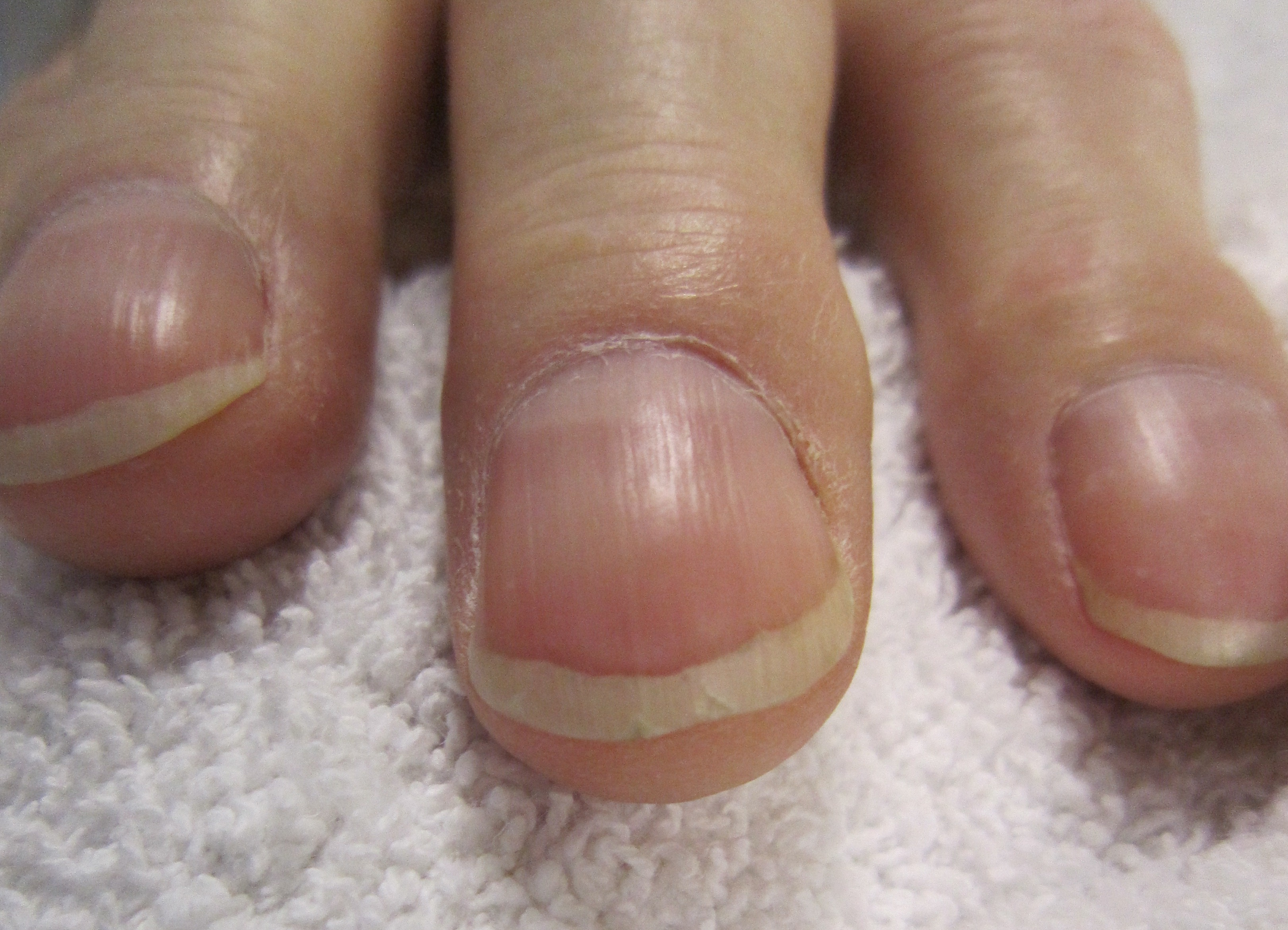
前視圖
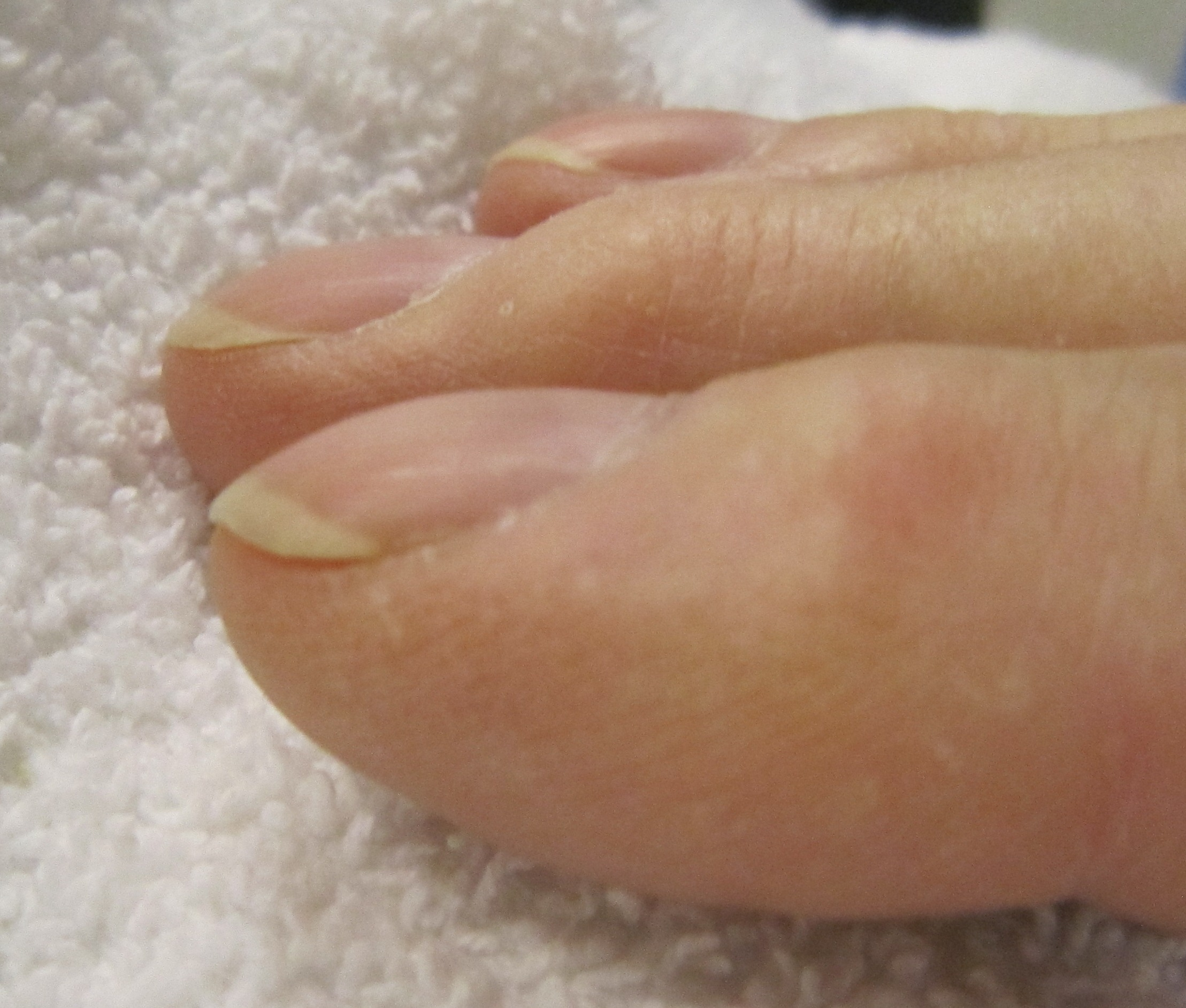
側視圖
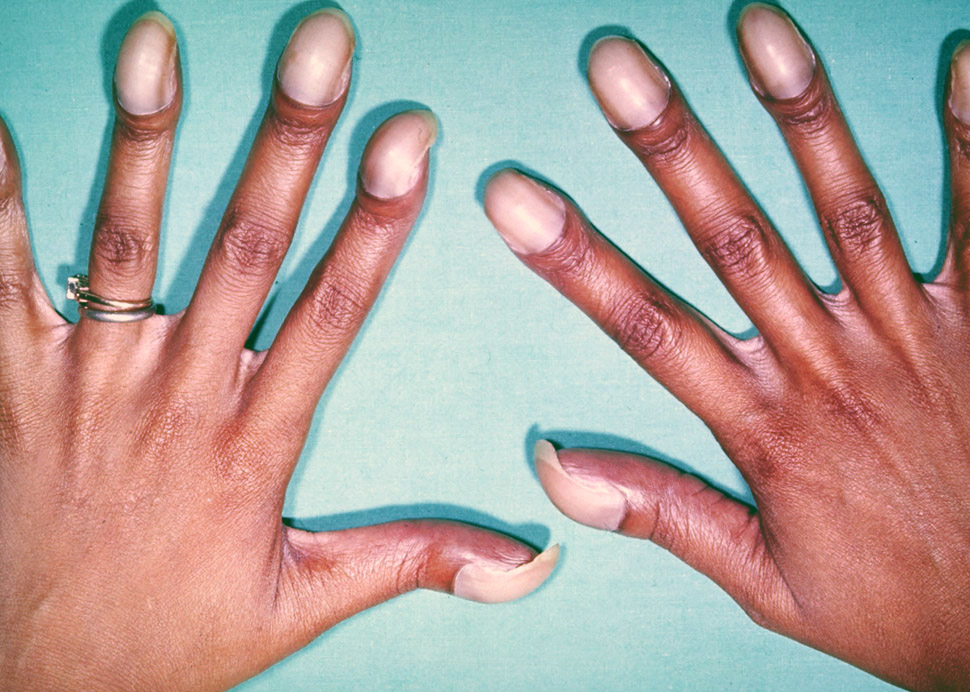
發紺的甲床

## 流行病學
人群中患有杵狀指的確切比率尚不清楚。 於2008年所做的一項研究發現於比利時接受內科診治的1,511名患者中，有1%（即15名患者）患有杵狀指。其中40%（即6名患者）被證明患有不同的潛在嚴重疾病，而60%（即9名患者）經進一步檢查後，並無任何醫療問題，且在接下來的一年中狀況良好。

## 歷史
杵狀指至少從希波克拉底時代開始就被認為是疾病的徵兆。此種現象曾稱為"希波克拉底手指"。

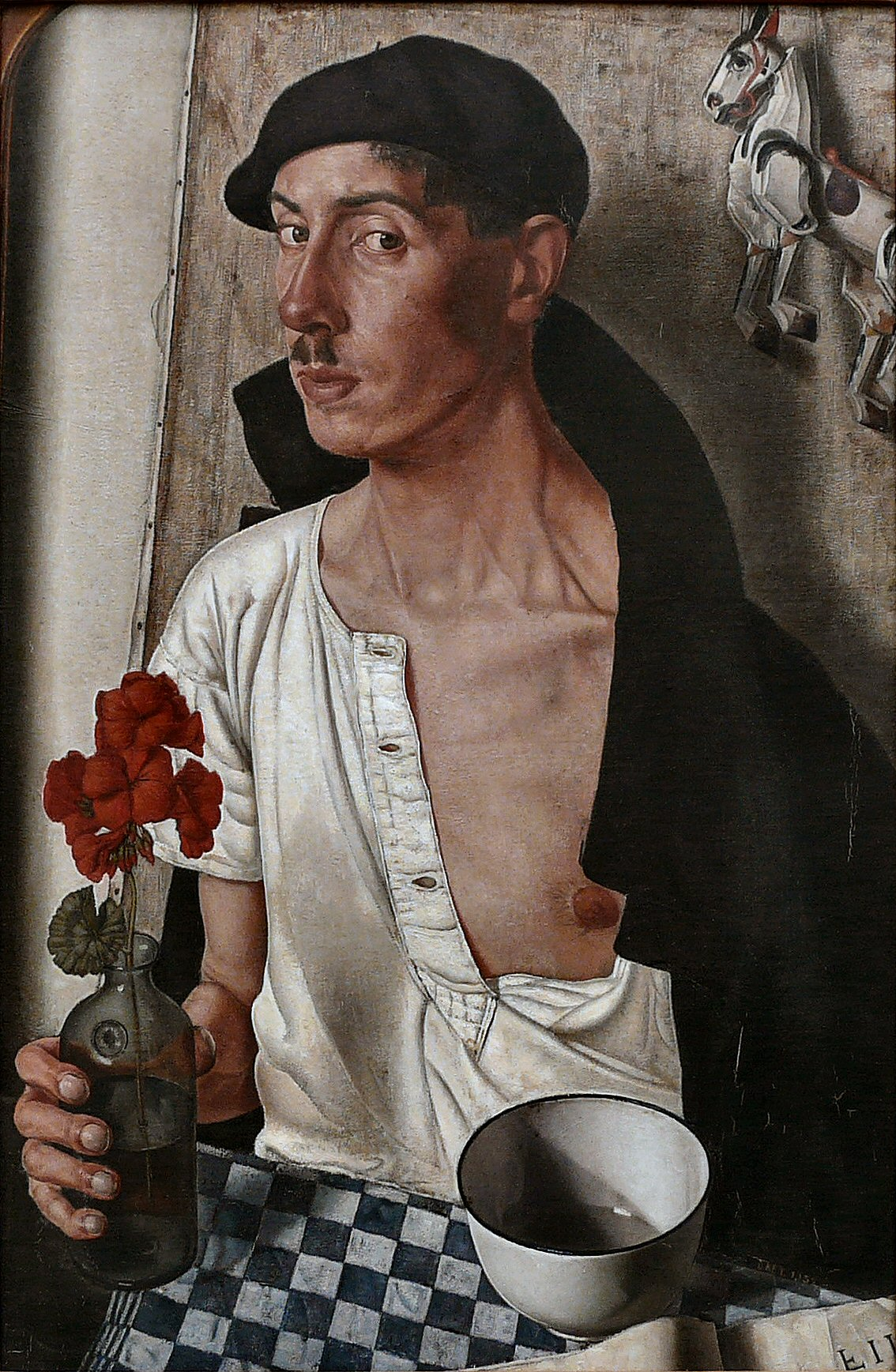
迪克·凱特的自畫像中，顯示他有杵狀指。

從荷蘭畫家迪克·凱特自畫像中就可看出他有杵狀指，可能是由右位心所致。

## 另見
- 短指症型 D（英语：Brachydactyly type D）（又稱 clubbed thumb，是種與杵狀指無關的先天性畸形）